# ユアレイ郡 (コロラド州)
ユアレイ郡（英: Ouray County、[ˈjʊəreɪ]）は、アメリカ合衆国コロラド州の南西部に位置する郡である。2010年国勢調査での人口は4,436人であり、2000年の3,742人から18.5％増加した。郡庁所在地はユアレイ市（人口1,000人）であり、同郡で人口最大の町でもある。その岩がちな地形から「アメリカのスイス」とも呼ばれている。

## 歴史
ユアレイ郡は、1877年1月18日にサンファン郡から分かれて設立され、州に昇格したばかりのコロラド州議会が初めて創設した郡となった。郡名はユト族インディアンの著名な酋長ユアレイに因んで名付けられた。ユアレイ市が1877年3月8日に郡庁所在地に指定された。1881年2月19日、郡内の西部が分かれてドロレス郡が創られた。
1883年2月27日、ユアレイ郡は分割されて西側にサンミゲル郡が創られた。当初はサンミゲル郡となった所がユアレイ郡の名前を保持し、今のユアレイ郡はアンコンパーグレ郡と呼ばれていた。その僅か3日後の3月2日、コロラド州議会が考えを変えて、今の郡名に置き換えられた。ユアレイ郡庁舎は1888年にユアレイ市に建設された。
サンフアン山脈の鉱業経営者が1903年にサンフアン地区鉱業協会を結成した。これはテルリド鉱業協会に対して西部坑夫連盟が1日8時間労働を提案し、州内有権者の72％が賛成した住民投票で認められたことの直接の結果だった。この新しい協会はサンミゲル、ユアレイ、サンファン各郡にある36の鉱山資産の総力を固めた。協会は労働時間の短縮や賃金の昇給を検討することを拒み、辛辣なストライキを引き起こすことになり、コロラド労働戦争と呼ばれるものになった。

## 地理

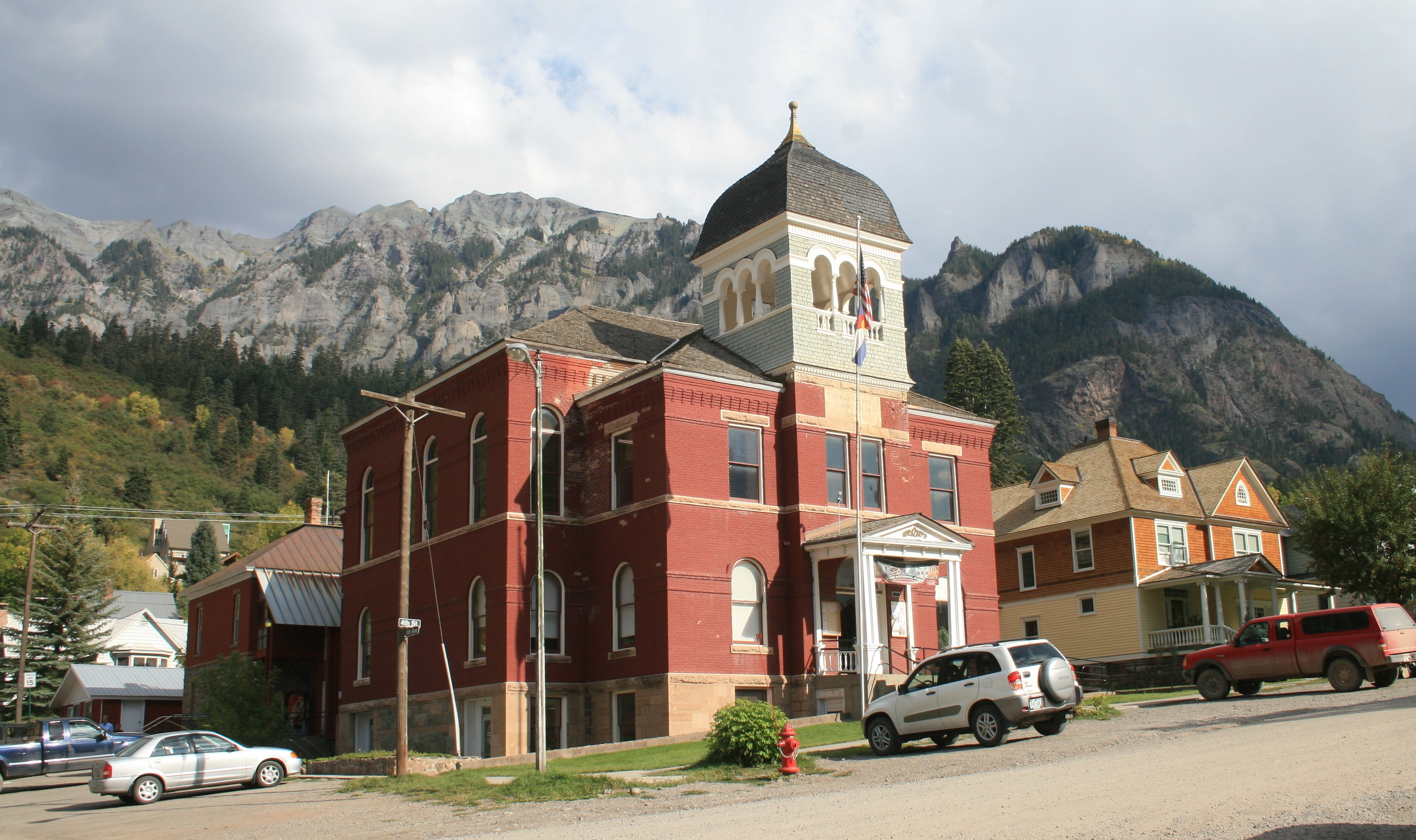
ユアレイ郡庁舎（アメリカ合衆国国家歴史登録財）

アメリカ合衆国国勢調査局に拠れば、郡域全面積は542.21平方マイル (1,404.3 km2)であり、このうち陸地は540.47平方マイル (1,399.8  km2)、水域は1.74平方マイル (4.5 km2)で水域率は0.32％である。郡内では標高14,150フィート (4,313 m) のスネッフェルズ山が最高地点である。他にも標高が13,300フィート (4,054 m) を超える山が多くある。その他特徴ある地形としてログヒル・メサとプレザント・バレーがある。

### 隣接する郡
- モントローズ郡 - 北
- ガニソン郡 - 北東
- ヒンズデール郡 - 南東
- サンファン郡 - 南
- サンミゲル郡 - 南西

## 人口動態
以下は2000年国勢調査による人口統計データである。
| 基礎データ - 人口: 3,742人 - 世帯数: 1,576 世帯 - 家族数: 1,123 家族 - 人口密度: 3人/km2（7人/mi2） - 住居数: 2,146軒 - 住居密度: 2軒/km2（4軒/mi2） 人種別人口構成 - 白人: 96.34% - アフリカン・アメリカン: 0.08% - ネイティブ・アメリカン: 0.94% - アジア人: 0.35% - 太平洋諸島系: 0.065% - その他の人種: 0.53% - 混血: 1.71% - ヒスパニック・ラテン系: 4.06% 年齢別人口構成 - 18歳未満: 22.5% - 18-24歳: 4.1% - 25-44歳: 27.23% - 45-64歳: 34.1% - 65歳以上: 12.2% - 年齢の中央値: 43歳 - 性比（女性100人あたり男性の人口） - 総人口: 102.1 - 18歳以上: 100.8 | 世帯と家族（対世帯数） - 18歳未満の子供がいる: 28.6% - 結婚・同居している夫婦: 61.4% - 未婚・離婚・死別女性が世帯主: 6.5% - 非家族世帯: 28.7% - 単身世帯: 23.5% - 65歳以上の老人1人暮らし: 5.5% - 平均構成人数 - 世帯: 2.36人 - 家族: 2.77人 収入と家計 - 収入の中央値 - 世帯: 42,019米ドル - 家族: 49,776米ドル - 性別 - 男性: 35,141米ドル - 女性: 26,176米ドル - 人口1人あたり収入: 24,335米ドル - 貧困線以下 - 対人口: 7.2% - 対家族数: 6.0% - 18歳未満: 8.0% - 65歳以上: 2.9% |

## 都市と町

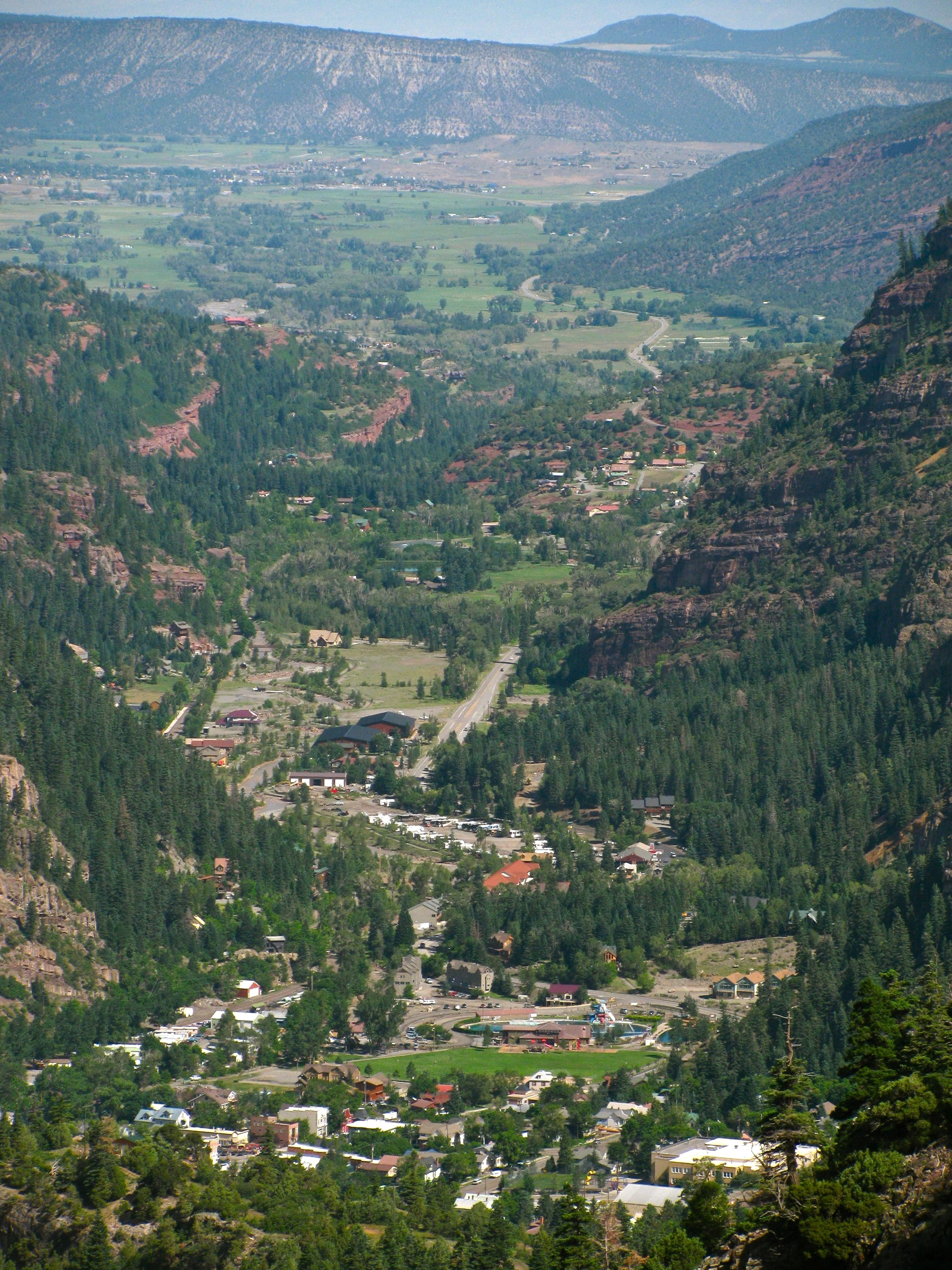
ユアレイからログヒルビレッジにかけての眺望

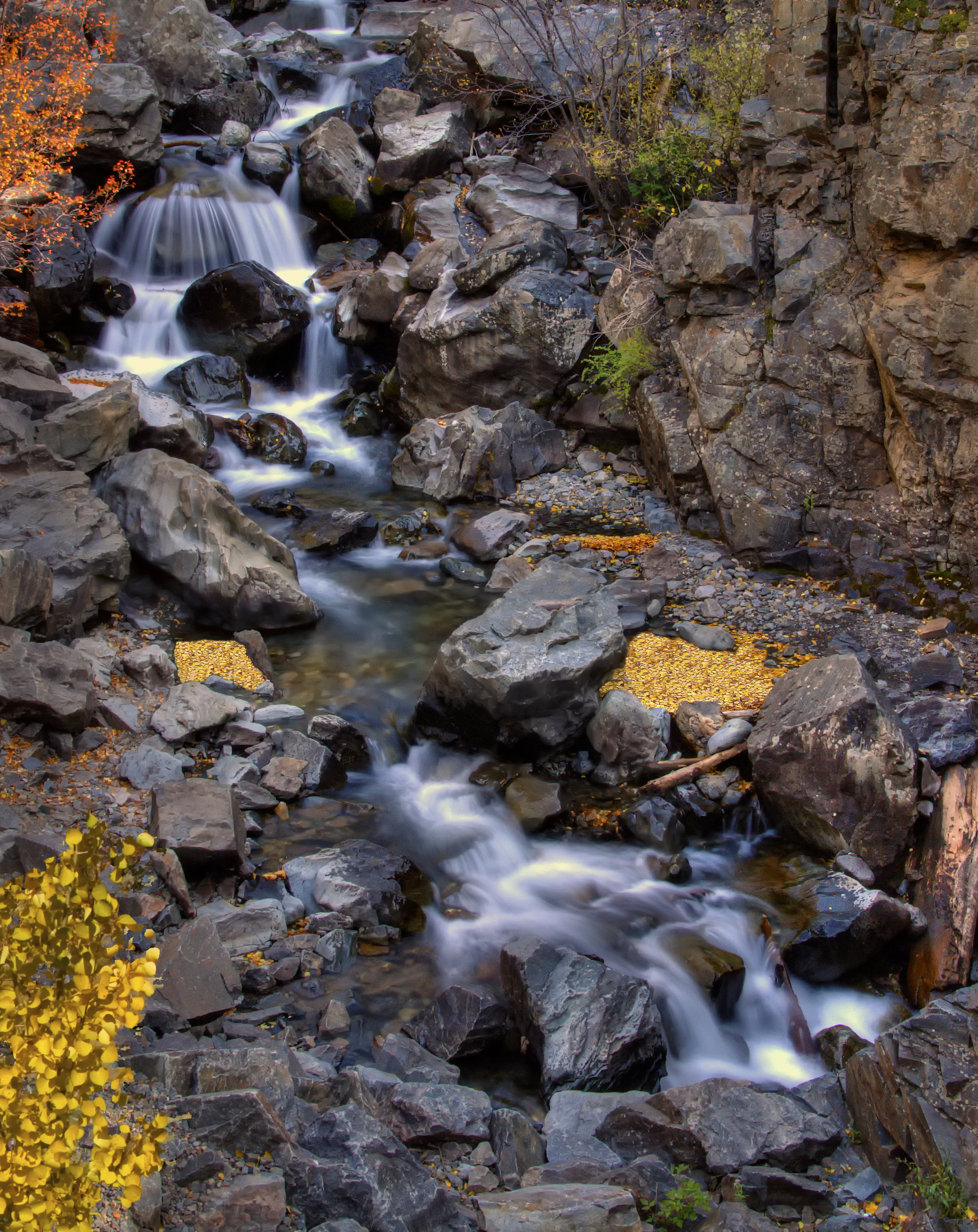
秋のベア・クリーク、ユアレイ市の南

ユアレイ郡には2つの自主規格自治体と3つの国勢調査指定地域および4つの未編入の町がある。自主規格自治体はユアレイ市とリッジウェイ町であり、郡内では人口が多い。ログヒルビレッジが次に人口の多い町であり、郡内の残り部分に比べて豊な地域社会である。ログヒルビレッジ、ポートランドおよびコロナが国勢調査指定地域である。未編入の町はキャンプバード、ダラス、シスルダウンおよびエルドレッジである。リッジウェイとユアレイを除いて全ての町は住宅地であるが、ロングヒルビレッジは幾らか観光業もある。
コロナ、エルドレッジおよびダラスはアメリカ国道550号線に沿って郡内北部にあるが、エルドレッジとダラスはサンフアン山脈のバレーの中にあり、コロナはアンコンパーグレ・バレーのすぐ先にある。ポートランドはユアレイ市のあるバレーの下流にあり、リッジウェイよりは南である。キャンプバードとシスルダウンはユアレイ市の南、キャンプバード道路沿いにある。町の並びは北から南にコロナ、エルドレッジ、ダラス、リッジウェイ、ユアレイ、さらにキャンプバード道路沿いにシスルダウンとキャンプバードの順になっている。歴史的な街であるスネッフェルズとアイアントンがそれぞれキャンプバードの西とユアレイの南にある。下記リストの人口は2010年国勢調査によるものである。
法人化都市と町
- ユアレイ - 1,000人 - 郡庁所在地
- リッジウェイ - 924人

国勢調査指定地域
- リグヒルビレッジ - 521人
- ポートランド - 135人
- コロナ - 30人

未編入の町
- エルドレッジ
- キャンプバード
- シスルダウン

### 歴史的な街
- ダラス
- アイアントン
- スネッフェルズ

## レクリエーション
「アメリカのスイス」とも呼ばれるユアレイ郡には多くの公園やハイキング道がある。リッジウェイ州立公園がリッジウェイの北、リッジウェイ貯水池の側にあり、マリーナやキャンプ設備、さらに長大な散歩道がある。郡内とその周辺にはアンコンパーグレ国立の森、スネッフェルズ山原生地、およびアンコンパーグレ原生地がある。郡内をベアクリーク国立レクリエーション・トレイルが通っている。アルパイン・ループ国立シーニック・バックカントリー・バイウェイやサンフアン国立シーニック・バイウェイのようなサンフアン山脈やシマロン山脈の景観を楽しめる景観道路がある。グレートパークス自転車道やウェスタン・エキスプレス自転車道も郡内を通っている。
1969年公開のジョン・ウェイン出演アカデミー賞映画「勇気ある追跡」の撮影場所としても知られる。